# Thiaroye-sur-Mer
Thiaroye-sur-Mer est l'une des 12 communes d'arrondissement de la ville de Pikine (Sénégal). Située à l'entrée de la presqu'île du Cap-Vert, à l'est de Dakar, elle fait partie de l'arrondissement de Thiaroye.
Elle a été créée en 1996.

## Villages
- Mbatal : village situé entre Thiaroye et Mbao à 16 kilomètres du centre-ville. Seul village non lébou au bord de la mer avec une population pluriethnique (Peulh, Sérére, Diola, Wolof, Socé…) qui s’adonne à la pêche, à l’agriculture, au commerce, aux sports et à l'art.